# Ахтернбуш, Герберт
Герберт Ахтернбуш (нем. Herbert Achternbusch, настоящее имя Герберт Шильд (Herbert Schild); 23 ноября 1938, Мюнхен — 10 января 2022, Мюнхен) — немецкий кинорежиссёр, писатель, художник, актёр, продюсер.

## Биография
Герберт Шильд родился 23 ноября 1938 в Мюнхене как внебрачный сын. В 1960 году был усыновлен родным отцом и с тех пор носил имя Ахтернбуш. С пяти лет жил у бабушки под Деггендорфом в Баварском лесу, посещал там народную школу и гимназию, которую окончил в 1960 году. В течение нескольких семестров изучал искусство в Нюрнберге и Мюнхене и начал заниматься живописью, скульптурой, попробовал себя в литературе, финансируя всё это за счёт случайных заработков. В 1962 году женился на Герде, преподавательнице искусства, которая родила четверых детей. В 1964 году вышло первое издание его стихов. С 1969 года книги Ахтернбуша выходят в престижном издательстве «Зуркамп».
В начале 1970-х годов он снял первые короткометражные фильмы. В 1973 году познакомился с Вернером Херцогом (для которого написал сценарий фильма «Сердце из стекла»), Фолькером Шлендорфом и Маргаретой фон Троттой, снимался в их фильмах. В 1974 году под влиянием этих знакомств написал сценарий своего первого полнометражного фильма «Андехское чувство». Его продюсером выступил Шлендорф, Маргарета фон Тротта исполнила главную, а сам Ахтернбуш, как и во всех последующих фильмах, центральную роль.
С тех пор регулярно снимал фильмы в качестве сценариста, режиссёра, главного исполнителя, продюсера, а иногда и прокатчика. По содержанию и стилю они опирались на его оригинальную прозу и — наряду со статьями о других режиссёрах, таких как Куросава, Валентин, Фасбиндер и Херцог — стали важной составляющей его разнообразного творчества. Ахтернбуш работал с относительно постоянной группой друзей-исполнителей, со своей женой Гердой и дочерьми, а также такими профессионалами, как кинооператор Йорг Шмидт-Райтвайн.
Темы его фильмов коренятся в любви и ненависти к характерным особенностям баварской родины («пивной сад», вера в авторитеты, клерикализм), в его биографии (привязанность к матери) и в его личных наваждениях. Нарушение табу принесло ему известность за пределами круга его поклонников: телевидение вырезало «непристойные» сцены; в 1981 году контрольный совет Баварского радио и телевидения протестовал против показа фильма «Привет, Бавария», в 1983 году отказ федерального министра внутренних дел Фридриха Циммермана выделить ему уже утверждённую субсидию на фильм «Призрак» превратился в государственную аферу, в которой усмотрели попытку изменить культурно-политическую ситуацию в Западной Германии.
Умер 10 января 2022 года в Мюнхене.

## Фильмография
- 1971 — Ребёнок мертв / Das Kind ist tot
- 1972 — 6 декабря 1971 года / 6. Dezember 1971
- 1974 — Андехское чувство / Das Andechser Gefühl
- 1976 — Атлантические пловцы / Die Atlantikschwimmer
- 1976 — Стеклянное сердце / Herz aus Glas (автор сценария)
- 1977 — Привет, Бавария / Servus Bayern
- 1977 — Пивная борьба / Bierkampf
- 1978 — Молодой монах / Der junge Mönch
- 1980 — Негр Эрвин / Der Neger Erwin
- 1980 — Команчи / Der Komantsche
- 1981 — Последняя дыра / Das letzte Loch
- 1982 — Простофиля / Der Depp
- 1982 — Олимпийская чемпионка / Die Olympiasiegerin
- 1982 — Призрак / Das Gespenst
- 1984 — Рак-путешественник / Wanderkrebs
- 1984 — Рита Риттер / Rita Ritter
- 1985 — Голубые цветы / Blaue Blumen
- 1986 — Лечите Гитлера / Heilt Hitler
- 1987 — Пьяный пунш / Punch Drunk
- 1988 — Куда? / Wohin?
- 1989 — Микс Викс / Mix Wix
- 1991 — Я знаю, как пройти к Хофбройхаусу / I Know The Way To The Hofbrauhaus
- 1993 — Я тут, я тут / Ich bin da, ich bin da
- 1994 — В Тибет / Ab nach Tibet
- 1995 — Аид / Hades
- 1997 — Пикассо в Мюнхене / Picasso in München
- 1998 — Новая свобода — безработица / Neue Freiheit — keine Jobs
- 2002 — Хлопок одной ладони / Das Klatschen der einen Hand